# Buitinga mbomole
Buitinga mbomole is een spinnensoort uit de familie trilspinnen (Pholcidae). De soort komt voor in Kenia en Tanzania. 